# Климов, Иван Степанович
Ива́н Степа́нович Кли́мов (Клымив), также Кли́мов-Леге́нда (укр. Іван Климів; 29 октября 1909, Силец — 4 декабря 1942, Львов) — деятель ОУН и УПА. Член 9-го куреня им. Петра Дорошенко (Сокаль). В 1941 году — министр политической координации Украинского государственного правления.

## Биография

### Довоенный период
Родился в селе Селец, неподалёку от Сокаля. В 1921—1929 годах обучался в Сокальской гимназии, по окончании которой поступил во Львовский университет.
Климов был одним из лидеров и организаторов деятельности ОУН на Сокальщине, окружной проводник, член краевой экзкутивы ОУН Северо-Западных Украинских Земель (СЗУЗ). Неоднократно арестовывался польскими властями, отбывал тюремные сроки в 1932, 1935—1937 и 1937-1939 годах, в том числе пребывал в концлагере Берёза-Картузская, где содержались противники государственной деятельности.

### В рядах УПА
В 1940 году Дмитро Мирон передал Климову руководство над Краевой экзекутивой ОУН во Львове, который незадолго до того в результате реализации пакта Молотова — Риббентропа вошёл в состав СССР. С июня 1941 года Климов занимался организацией повстанческой деятельности на вверенной ему территории, а после начала Великой Отечественной войны и Акта провозглашения Украинского государства — был назначен министром политической координации в Украинском государственном правлении (УГП) под председательством Ярослава Стецько.
1 июля 1941 провозгласил себя Начальным комендантом Украинской национальной революционной армии (УНРА) и занимался её развитием. За июль-август 1941 подразделения УНРА общей численностью 3-4 тыс. человек были созданы примерно в 15 населённых пунктах Западной Украины. После отказа нацистов признать независимость Украины и ареста лидеров ОУН части УНРА были переформированы в отряды Украинской народной милиции. Участвовал в I конференции ОУН (б) в конце сентября — начале октября 1941, на которой было принято уйти в подполье.
После разрыва ОУН с немецким командованием Климов активно занимался подготовкой к антигерманскому восстанию. С 1942 был руководителем организационного отдела военной референтуры Провода ОУН. Он — один из организаторов первых военных формирований ОУН на Волыни, которые впоследствии стали основой Украинской повстанческой армии.
На ІІ Конференции ОУН в апреле 1942 г. произошёл конфликт между Климовым и остальными членами Провода ОУН. Климов настаивал на боевых действиях против немцев, как захватчиков, а остальные (особенно руководитель Николай Лебедь) считали, что не стоит противостоять немцам в связи с неготовностью подполья (нехватка оружия, командных кадров и пр.).
4 декабря 1942 года был арестован сотрудниками Гестапо во Львове и в тот же день в тюрьме его запытал до смерти гауптштурмфюрер СС Вилли Вирзинг. Главное командование УПА посмертно присвоило Климову чин генерала-политвоспитателя, отметив высокий уровень деятельности погибшего на поприще политической организации и воспитания в рядах ОУН-УПА.

### Памятники

с. Селец, Украина

Также есть памятник в г. Сосновка (город, Львовская область).